# 시저스
시저스(Caesars)는 스웨덴의 인디 록 밴드이다.